# Kościół Najświętszej Maryi Panny Wniebowziętej w Chicago
Kościół Najświętszej Maryi Panny Wniebowziętej w Chicago (ang. Saint Mary of the Assumption Church, Chicago) – zdesakralizowany dawny rzymskokatolicki kościół parafialny 
parafii Najświętszej Maryi Panny Wniebowziętej w Chicago, w Stanach Zjednoczonych.

## Lokalizacja
Kościół znajduje się w Riverdale, na południowych przedmieściach Chicago, w pobliżu granicy miasta ze wsią Dolton.
W administracji kościelnej kościół położony jest na obszarze parafii Chrystusa Naszego Zbawiciela w South Holland, w archidiecezji chicagowskiej.

## Historia
Kościół został zbudowany w 1957, zastępując poprzedni, który nie był wystarczający dla potrzeb rozrastającej się parafii. Przy kościele istniała parafialna szkoła podstawowa.
Kościół został zamknięty po zniesieniu parafii w 2011, jako starszy i droższy w utrzymaniu niż pobliski kościół Najświętszej Maryi Panny Królowej Apostołów w Riverdale. Następnie został sprzedany osobie prywatnej i w kolejnych latach popadł w ruinę.
Kościół zyskał uwagę krajowych i światowych mediów w maju 2025, gdy dawny parafianin Robert Francis Prevost został wybrany papieżem Leonem XIV. Wówczas budynek był pozbawioną wyposażenia ruiną, z dziurą w dachu, ścianami pomazanymi graffiti i konfesjonałami używanymi przez bezdomnych jako toalety. W dobrym stanie zachowały się witraże.